# Ekonomika měst a obchod ve středověké Anglii
Ekonomika měst a obchod ve středověké Anglii začal normanskou invazí v roce 1066 a skončil v roce 1509 po smrti Jindřicha VII. Ačkoli byla anglická ekonomika založena po celé období převážně zemědělsky, byla pro výrobce tržní ekonomika velmi důležitá i přes normanskou invazi. Všechny normanské instituce, včetně nevolnictví, byly zakotveny ve vyspělé síti dobře zřízených měst, která byla zapojena do mezinárodního obchodu. Během následujících pěti století anglická ekonomika vzrůstala, ale potom utrpěla akutní krizi, která vedla k významným politickým a ekonomickým změnám. Přes hospodářskou dislokaci městských oblastí, změny ve vlastnictví velkého bohatství a umístění těchto ekonomik, se v tomto období ekonomická produkce měst rozvíjela a zintenzivňovala. Na konci období měla Anglie slabší, nicméně moderní vládu, která dohlížela na ekonomiku. Ta byla založena především na prosperující komunitě domorodých anglických obchodníků a korporací.

## Obchod, výroba a města
Anglie měla v roce 1066 mnoho starých ekonomicky důležitých měst, ačkoli tato města byla primárně na venkově.s 162 Valná část obchodu byla uskutečňována přes východní 

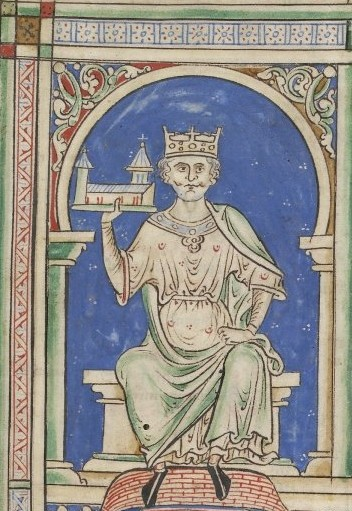
Vilém I. Dobyvatel

města Londýn, York, Winchester, Lincoln, Norwich, Ipswichu a Thetford.s 166 Většina obchodu byla s Francií, Německem nebo i zaostalejšími zeměmi. Severovýchodní Anglie obchodovala i se vzdálenějšími partnery, jako například se Švédskem.s 303
Města zažila rozsáhlou demolici domů, aby se vytvořil prostor pro nová opevnění, například v Lincolnu.s 313 Normanská invaze do anglických městs 314 také přinesla významné ekonomické změny s příchodem prvních Židů. Bohaté Židy z Normandie přivedl Vilém I. Dobyvatel. Chtěl, aby se usadili v Londýně a poskytovali vládě finanční služby.Bezprostředně po invazi bylo normanskými panovníky značné bohatství Anglie investováno v Normandii. Tak Vilém I., jako samostatný vládce, nesmírně zbohatl.s 303-4
Ražba mincí byla v tomto období decentralizována. Každá čtvrť musela mít vlastní mincovnu a centrum pro obchod s drahokamy. Královská kontrola nad jejich výrobou byla velmi přísná a mince mohly být raženy jen v Londýně.s 162 Vilém I. udržoval toto uspořádání a také vysoký standard mincí. To vedlo k použití termínu šterlink pro normanské stříbrné mince.

### Vláda Viléma I. a výběr daní
Vilém I. zdědil anglosaský systém, ve kterém panovník čerpal své příjmy z různých míst. Například příjmy z opětovného ražení mincí, pokut, z jeho vlastních pozemků nebo z anglického systému pozemkového zdanění, který se nazýval geld.s 299 Vilém I. tento systém dál používal a prosadil výběr geldu prostřednictvím svého nového systému výběrčích. Navíc zvýšil daně z obchodu. Vilém I. v roce 1086 zavedl knihu Domesday, velmi obsáhlý dokument, který zaznamenával ekonomický stav jeho nově zřízeného království.

### Středověký růst (1100–1290)
Anglie prošla během 12. a 13. století obdobím velkého ekonomického růstu. Populace Anglie vzrostla z přibližně jednoho a půl milionu v roce 1086 na přibližně čtyři až pět milionů v roce 1300, to podnítilo zvýšení zemědělské produkce a vývoz surovin do Evropy. Na rozdíl od předchozích dvou století byla Anglie po invazi relativně bezpečná. S výjimkou let anarchie měla většina vojenských konfliktů pouze lokalitní ekonomický dopad. Anglické ekonomické myšlení zůstalo konzervativní a dělilo občany do tří skupin: šlechta a ti kteří bojovali; rolnictvo, které pracovalo, duchovní, kteří se modlili.s 8 Obchod a 

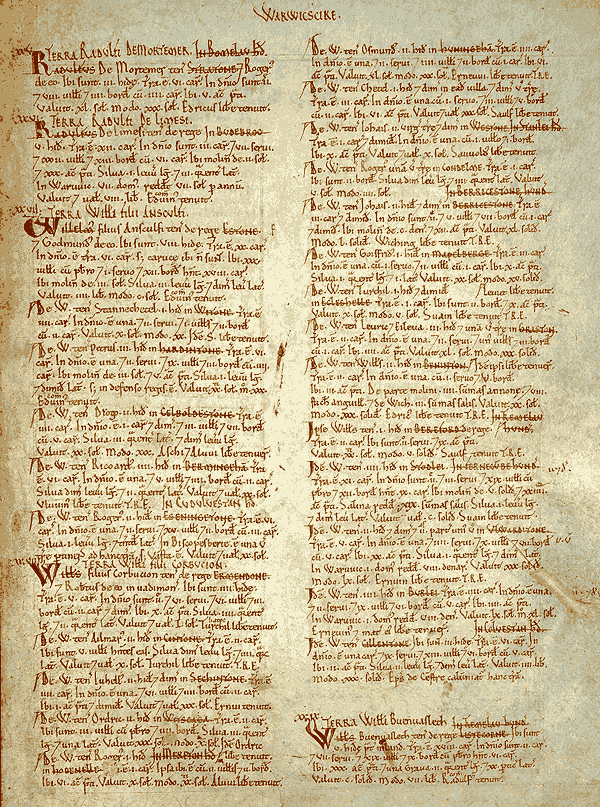
Stránka z knihy Domesday Book, zachycující stav hospodářství Anglie v roce 1086.

obchodníci hráli v tomto modelu malou roli a byli často hanobeni, ke konci 13. století se ale tolerance k nim zvyšovala.s 15

### Vzestup cechů
První anglické spolky se objevily na začátku 12. století. Byly to především spolky řemeslníků, kteří se rozhodli řídit své místní záležitosti. Zabývaly se cenami, výrobou, dobrými životními podmínkami svých pracovníků, potlačováním vetřelců a ostrých praktik.s 68 Mezi těmito spolky byli tzv. obchodníci cechů, kteří ve městech provozovali lokální trhy a zastupovali obchodní komunitu na jednáních s královskou rodinou. Řemeslné cechy byly cechy pro jednotlivé pracovní činnosti. Roku 1130 byl hlavním spolkem cech tkalcovský, který byl největším cechem v šesti anglických městech.s 147 Během nadcházejících desetiletí se vytvářelo více a více spolků, které se zapojovaly do vnitrostátní i mezinárodní politiky. Jejich zástupci však byly postupně nahrazováni oficiálními skupinami, které byly založeny novými královskými smlouvami.
Aby řemeslné cechy fungovaly efektivně, požadovaly stabilní trh a rovnost příjmů a příležitostí pro své členy.s 69 Během 14. století byly takovéto podmínky velmi neobvyklé. Vznikalo tak napětí, především v Londýně, kdy se starý cechovní systém začal hroutit a obchod byl stále více řízen na národní úrovni. To řemeslníkům ztěžovalo jak výrobu zboží, tak obchod. A dále narůstaly rozdíly mezi příjmy chudých a bohatších řemeslníků. Výsledkem bylo, že během vlády Edvarda III. se z mnohých cechů staly přepravní společnosti, autorizované společnosti se zaměřením na obchod a finance. Jen malá část spolků dál zastupovala zájmy menších a chudších výrobců.

### Obchodníci a vývoj autorizovaného trhu
Vývoj autorizovaného trhu v Anglii dosáhl svého rozkvětu ve 13. století. s 209 Již od 12. století mnoho anglických měst získalo od hlavy státu opravňující listinu, která jim umožňovala pořádat každoroční trh. Ten obvykle sloužil regionální nebo lokální zákaznické základně a trval dva až tři dny. Mezi lety 1200 až 1270 angličtí panovníci vydali přes 2200 opravňujících listin.s 65 Trhy získávaly na popularitě se stále vzrůstajícím mezinárodním obchodem s vlnou. Trhy umožňovaly anglickým producentům vlny zapojit se do mezinárodního obchodu pomocí zahraničních obchodníků, kteří navštěvovali anglické obchodníky v Londýně. Nazývali se prostředníci a jejich cílem byl zisk na prodeji vlny. Ve stejné době začali bohatí spotřebitelé v Anglii využívat tohoto trhu a nakupovat ve velkém cenné zboží, jako bylo koření, vosk, konzervované ryby a cizí látky, od mezinárodních obchodníků. Nakoupené zboží pak rozprodávali londýnským obchodníkům. s 192
Tržnici v Bridgnorthu, jednomu z mnoha středověkých anglických měst, bylo uděleno právo pořádat každoroční trhy na svátek svatého Leonarda. Některé trhy se se pořádaly v nejdůležitějších období roku, jako například veletrh Stamford během půstu, St. Ives o Velikonocích, Boston's v červenci, Winchester's v září a Northampton's v listopadu. Mnoho menších trhů se pořádalo i mimo tato období. s 209 Ačkoli nebyly významné tak, jako slavné šampaňské trhy ve Francii, byly tyto anglické „velké trhy“ stále obrovskými událostmi. Například „St Ives' Great Fair“ přitahoval obchodníky z Flander, Brabant, Norska, Německa a Francie na každoroční čtyřtýdenní akci, při níž se obvykle malé městečko proměnilo v „hlavní obchodní centrum“.
Struktura trhů odrážela význam zahraničních obchodníků v anglické ekonomice. Až do roku 1273 byla pouze jedna třetina anglického obchodu s vlnou ovládána anglickými obchodníky.s 148 V letech 1280–1320 na trhu dominovali především italští obchodníci, začátkem 14. století se pro ně stali vážnou konkurenci obchodníci z Německa. Němci vytvořili v Londýně samosprávný svazek obchodníků s názvem „Hanse of the Steelyard“ a jejich role byla potvrzena „Velkou listinou“ z roku 1303, která je osvobodila od placení obvyklých poplatků.s 85 Reakcí na tento počin bylo vytvoření „Company of Stample“, která byla založena skupinou obchodníků v Calais v roce 1314 s královským souhlasem a byl jim udělen monopol na prodej vlny do Evropy.s 245-7

## Vládnutí a daňový systém
V roce 1066, krátce po invazi, měl král Vilém I. zabezpečené příjmy ze svých vlastních zemí a z anglosaských daní. Jeho následníci pak potřebovali vyšší příjmy zejména na výplatu pro žoldáky. Zavedení feudálního systému nebo placení poplatků králi místo poskytnutí armády od vladařů byly dva způsoby, jak těchto příjmů dosáhnout.s 9 Placení daní se však stávalo stále méně efektivní, zejména kvůli mnoha výjimkám. Mnoho následujících králů také zavedlo různé pozemkové daně, které byly tak neoblíbené, že byly zrušeny v dokumentu Magna Charta (1215).
Královské příjmy stále nedosahovaly očekávaných částek a od poloviny 13. století došlo k posunu od dřívějšího pozemkového daňového systému k systému založenému na kombinaci nepřímého a přímého zdanění.s 148 Ve stejném období se král Jindřich III. Plantagenet snažil s významnými šlechtici o změnu daňového systému. A proto se anglický parlament dohodl na zavedení daní, budou-li nevyhnutné. Dodatečné daně pak byly zavedeny například v letech 1275, 1303 a 1347.
V anglických městech byly poplatky za městské majetky zavedeny už v brzkém středověku. Tento systém byl postaven zejména na faktu, že nájemci platili za nájem penězi a ne prací.s 102-3 Další daně zavedené v městech byly daně za opravu hradeb, za výstavbu městských cest a dočasná daň za opravu mostů.s 127 Tento daňový systém platil v kombinaci s lex mercatoria, což byl soubor kodexů a obvyklých praktik upravujících obchodování. Toto poskytlo dobrý základ pro ekonomickou správu měst4s 7

### Středověká ekonomická krize, Velký hladomor a Černá smrt (1290–1350)
Velký hladomor v roce 1315 způsobil rozsáhlou krizi v anglické zemědělské ekonomice. Hladomor začal selháním sklizně v letech 1315, 1316 a 1321, v kombinaci s vypuknutím moru mezi ovcemi a voly v letech 1319–1321. Během hladomoru zemřelo mnoho lidí a rolníci byli nuceni jíst koně, psy a kočky. Mluvilo se i o kanibalismu na dětech, i když tato zpráva je obvykle považována za přehnanou.s 13-14 Počet ovcí a dobytku se snížil až na polovinu, čímž se významně snížila dostupnost vlny a masa. Ceny potravin se téměř zdvojnásobily a nezměnily se celou další dekádu.s 38,54
Mnoho dalších faktorů ještě zhoršilo tuto krizi. Hospodářský růst se výrazně snižoval a anglické venkovské obyvatelstvo bylo stále více pod hospodářským stresem. Odhaduje se, že přibližně polovina rolnictva neměla dostatek půdy, aby si zajistila potřebnou obživu..s 12 Špatné počasí také velmi negativně ovlivnilo tuto situaci. V letech 1315, 1316 a 1318 prožívala země přívalové deště a kruté zimy, po kterých následovalo velké sucho v roce 1320. Nepříznivé počasí v kombinaci se šířícími se chorobami, které postihly jak bohaté, tak chudé, mělo fatální následky na populaci, sklizeň, půdu, zásoby jídla i krajinu. Začátek stoleté války s Francií v roce 1337 jen prodloužil ekonomické problémy.s 754

### Pozdní středověké hospodářské oživení (1350–1509)
Krize v letech 1290 až 1348 a následné epidemie znamenaly pro anglickou ekonomiku mnoho potíží. Napjatá situace vedla k rolnické vzpouře v roce 1381.s 2 Ačkoli byla vzpoura potlačena, podkopala feudální ekonomický systém. Na venkově začaly dominovat organizované statky, často vlastněné novou ekonomickou třídou zvanou venkovská šlechta. Anglická zemědělská ekonomika zůstala v problémech během 15. století. Problémy pocházely zejména z výrazně zvýšeného obchodu s textilními látkami a průmyslové výroby v Anglii.s 36 Ekonomické důsledky se v jednotlivých regionech lišily, oblasti Londýna, jihu a západu prosperovaly na úkor východních a starších měst. Role obchodníků a obchodu se pro zemi stávala důležitější a anglické ekonomické myšlení bylo stále více ovlivňováno renesančními humanistickými teoriemi.s 120,170
Význam přístavů na východě Anglie klesal se stále častějším využíváním obchodních cest na západě. Přestože Anglie měla rozsáhlou síť silnic, dovážet zboží lodí bylo stále levnější. Zejména na jihozápadě se tak výroba lodí stala hlavním předmětem průmyslu. Investice do nákladních lodí se pak stala jednou z největších středověkých investicí vůbec.s 235
Textilní výroba v Anglii v 15. a 16. století silně dominovala na evropském trhu.s 142 V roce 1347 byl export oblečení téměř nulový, v roce 1400 však Anglie exportovala kolem 40,000 kusů oblečení. Během 15. století byl na trhu s textilem nejúspěšnější rok 1447, kdy se exportovalo téměř 60,000 kusů oblečení. Obchod s vlnou a oblečením byl z velké části (83 %) vlastněn rozenými Angličany a nikoliv cizinci.